# Antonio Savoldi-Marco Cò - Trofeo Dimmidisì 2005
L'Antonio Savoldi-Marco Cò - Trofeo Dimmidisì 2005 è stato un torneo di tennis facente parte della categoria ATP Challenger Series nell'ambito dell'ATP Challenger Series 2005. Il torneo si è giocato a Manerbio in Italia dal 22 al 28 agosto 2005 su campi in terra rossa.

## Vincitori

### Singolare
Oliver Marach ha battuto in finale  Melle Van Gemerden con il punteggio di 6–3, 6–2

### Doppio
Melle Van Gemerden /  Rogier Wassen hanno battuto in finale  Daniel Köllerer /  Oliver Marach con il punteggio di 6–3, 6–4